# پیتر هیتزل
پیتر هیتزل (انگلیسی: Peter Hirzel؛ زادهٔ ۱۵ ژوئیهٔ ۱۹۳۹) دوچرخه‌سوار اهل سوئیس است.